# ثمامة بن أثال
ثمامة بن أثال (ت: 12هـ/ 633م)، صحابي وأول معتمر في الإسلام وأول مسلمٍ يدخل مكة ملبِّياً، وهو أول من فرض الحصار الاقتصادي في الإسلام نصرة لرسول الله. كان أمير بني حنيفة، وأحد أشراف بكر بن وائل، وسيدٌ من ساداتهم.

## نسبه
- هو: ثمامة بن أثال بن النعمان بن مسلمة بن عُبيد بن ثعلبة بن يربوع بن ثعلبة بن الدؤل بن حنيفة بن لجيم بن صعب بن علي بن بكر بن وائل بن قاسط بن هنب بن أفصى بن دعمي بن جديلة بن أسد بن ربيعة بن نزار بن معد بن عدنان.[3][4]

## قصة إسلامه
كانت سرية محمد بن مسلمة هي أول عمل عسكري بعد غزوة الأحزاب وقريظة، وقد تحركت هذه السرية - في المحرم من العام السادس للهجرة - في مهمة عسكرية ضد بني القرطاء في أرض نجد، وفي طريق عودة السرية، تم أسر ثمامة بن أثال الحنفي سيد بني حنيفة، والصحابة لا يعرفونه، فقدموا به المدينة وربطوه بسارية من سواري المسجد، فلما خرج إليه الرسول قال:
«أَتَدْرُونَ مَنْ أَخَذْتُمْ؟ هَذَا ثُمَامَةُ بْنُ أُثَالٍ الْحَنَفِيّ، أُحْسِنُوا إسَارَهُ» [ ابن هشام 2/638] ورجع الرسول إلى أهله، فقال لهم:
«اجْمَعُوا مَا كَانَ عِنْدَكُمْ مِنْ طَعَامٍ فَابْعَثُوا بِهِ إلَيْهِ».. وقد أمر النبي بِلِقْحَتِهِ – أي ناقته - أَنْ يشرب ثمامة من حليبها. ولازال الرسول يتودد إليه ويتردد عليه، ويدعوه إلى الإسلام، ثم أمر أصحابه بفك أسر ثمامة.
فذهب ثمامة من تلقاء نفسه إلى نخل قريب من المسجد النبوي – ولم يذهب إلى أهله – ومن تلقاء نفسه – أيضًا -، اغتسل غُسل المسلمين، ثم قدم إلى المسجد فنطق بالشهادتين، ثم علَّمه الرسول صفة العمرة على المنهج الإسلامي، ولقنه التلبية.

### أول معتمر في الإسلام
استأذن ثمامة الرسول ان يؤدي العمرة فكان أول مسلمٍ على ظهر الأرض يدخل مكة ملبِّياً، وكانت لا تزال بيد الكفار، ولا يزال فيها الأصنام. حتى إذا بلغ بطن مكة وقف يجلجل بصوته العالي، قائلاً: لبيك اللهم لبيك، لبيك لا شريك لك لبيك، إن الحمـد والنعمة لك والملك، لا شريك لك، لا شريك لك سمعت قريشٌ صوتَ التلبية، فهبَّت الجمع مستلين سيوفهم مِن أغمادها، واتجهت نحو الصوت لتبطش بهذا الذي اقتحم عليها عرينها، ولما أقبل القوم على ثمامة، رفع صوته بالتلبية رفع العيار، فهمَّ فتىً من فتيان قريش أن يرديه بسهمٍ، فأخذوا على يديه، وقالوا: ويحك أتعلم من هذا؟ إنه ثمامة بن أثال، ملك اليمامة، فقتْلُه يشعل علينا نارَ حربٍ كبيرةٍ، أخذوا على يديه، ومنعوه أن يناله بسهم، وقال الناصح: والله إن أصبتموه بسوءٍ لقطع قومه عنا الميرة، وأماتونا جوعاً، ثم أقبل القوم على ثمامة، بعد أن أعادوا السيوف إلى أغمادها، وقالوا: ما بك يا ثمامة، أصَبَوْتَ؟ يعني أسلمت، وتركتَ دينك ودين آبائك، قال: ما صبوت، ولكني اتبعتُ خير دينٍ، اتبعت دين محمد.

### الحصار الاقتصادي على مكة
عندما انتهى ثمامه بن اثال من عمرته، قال لسادات قريش (أقسم برب هذا البيت إنه لايصلكم بعد عودتي إلى اليمامة حبةٌ من قمحها أو شيء من خيراتها حتى تتبعوا دين محمد عن آخركم) وعاد إلى بلاده فأمر قومه بأن يحبسوا الميرة عن قريش، فصدعوا بأمره واستجابوا له، مما جعل الأسعار ترتفع في مكة، ويفشو الجوع ويشتد الكرب حتى خافوا على أنفسهم وأبنائهم الهلاك. عند ذلك كتبوا إلى الرسول ﷺ يقولون: إن عهدنا بك تصل الرحم وتحض على ذلك.. وإن ثمامة بن أثال قد قطع عنا ميرتنا وأضرَّ بنا. فإن رأيت أن تكتب إليه أن يبعث بما نحتاج إليه فافعل. فكتب  إلى ثمامة بأن يطلق لهم ميرتهم فأطلقها.

### غزوات وحروب شارك فيها
| رقم الغزوة | اسم الغزوة | تاريخ الغزوة | موقع الغزوة |
| ---------- | ---------- | ------------ | ----------- |
| 1          | غزوة مؤتة  | 8 هجري       | مؤتة        |
| 2          | حروب الردة | 11- 12 هجري  | البحرين     |

### وفاته
توفي بعد حروب الردة في البحرين. حيث قتل وهو في طريق العودة إلى اليمامة سنة 12هـ/ 633م، فقد كان لابساً خميصة الحطم بن ضبيعة وظن أصحاب الحطم ان ثمامة هو من قتله، ولم يكن ثمامة هو من قتل الحطم بل اشتراها ممن غنمها في الحرب، فقتلوه انتقاماً للحطم.

## هوامش
- يوصف ثمامة بن اثال بأنه حسن الوجه، طويل القامة، عريض المنكبين، نحيف الجسم، سريع الحركة، حاد الصوت، واضح الكلمات، قوي النظر، قال عبد الرحمن بن عوف (كان ثمامة رجل وسيم، طوالاً، نحيف، أبيض البشرة).[6]